# 馬布爾希爾 (密蘇里州)
馬布爾希爾（英語：Marble Hill）是位於美國密蘇里州波林格縣的城市。同時該地也是波林格縣的縣治。

## 人口
根據2020年美國人口普查的數據，馬布爾希爾的面積為4.30平方千米，當中陸地面積為4.28平方千米，而水域面積為0.01平方千米。當地共有人口1388人，而人口密度為每平方千米323人。